# Cerro Chena
Pour les articles homonymes, voir Chena.
Le cerro Chena est un ensemble de collines situé entre les communes de San Bernardo et de Calera de Tango, dans la région métropolitaine de Santiago, au Chili.

## Situation
Elles font partie d'une grande cordillère de l'ouest de San Bernardo, et se distinguent par le fait qu'elles possèdent une grande antenne radioélectrique, visible de la ville. La colline la plus haute s'appelle Cumbre San Jorge et s'élève à 930 mètres d'altitude. Un vieux fort inca est érigé sur une autre colline nommée Pucara de Chena.